# Weltmeisterschaften im Gewichtheben 1971
Die 45. Weltmeisterschaften im Gewichtheben der Männer fanden vom 18. bis 26. September 1971 in der peruanischen Hauptstadt Lima statt. An den letzten von der International Weightlifting Federation (IWF) im Dreikampf (Drücken, Reißen und Stoßen) ausgetragenen Wettkämpfen nahmen 144 Gewichtheber aus 30 Nationen teil.

## Medaillengewinner

### Männer

#### Klasse bis 52 Kilogramm
| Disziplin | Gold               | Gold     | Silber             | Silber   | Bronze        | Bronze   |
| --------- | ------------------ | -------- | ------------------ | -------- | ------------- | -------- |
| Drücken   | Sándor Holczreiter | 120,0 kg | Zygmunt Smalcerz   | 115,0 kg | Masahiro Ueki | 97,5 kg  |
| Reißen    | Zygmunt Smalcerz   | 95,0 kg  | Sándor Holczreiter | 95,0 kg  | Juan Romero   | 92,5 kg  |
| Stoßen    | Zygmunt Smalcerz   | 130,0 kg | Mustafa Mustafov   | 122,5 kg | Masahiro Ueki | 122,5 kg |
| Dreikampf | Zygmunt Smalcerz   | 340,0 kg | Sándor Holczreiter | 335,0 kg | Masahiro Ueki | 307,5 kg |

#### Klasse bis 56 Kilogramm
| Disziplin | Gold             | Gold     | Silber           | Silber   | Bronze           | Bronze   |
| --------- | ---------------- | -------- | ---------------- | -------- | ---------------- | -------- |
| Drücken   | Mohammad Nassiri | 120,0 kg | Imre Földi       | 120,0 kg | Henryk Trębicki  | 120,0 kg |
| Reißen    | Henryk Trębicki  | 107,5 kg | Gennadi Tschetin | 107,5 kg | Jiro Hosotani    | 102,5 kg |
| Stoßen    | Gennadi Tschetin | 145,0 kg | Mohammad Nassiri | 142,5 kg | Atanas Kirov     | 140,0 kg |
| Dreikampf | Gennadi Tschetin | 370,0 kg | Henryk Trębicki  | 367,5 kg | Mohammad Nassiri | 360,0 kg |

#### Klasse bis 60 Kilogramm
| Disziplin | Gold             | Gold     | Silber        | Silber   | Bronze          | Bronze   |
| --------- | ---------------- | -------- | ------------- | -------- | --------------- | -------- |
| Drücken   | Yoshiyuki Miyake | 122,5 kg | Kenkichi Andō | 122,5 kg | Kurt Pittner    | 120,0 kg |
| Reißen    | Yoshiyuki Miyake | 115,0 kg | Kenkichi Andō | 112,5 kg | Kurt Pittner    | 112,5 kg |
| Stoßen    | Yoshiyuki Miyake | 150,0 kg | Kenkichi Andō | 147,5 kg | Norair Nurikyan | 147,5 kg |
| Dreikampf | Yoshiyuki Miyake | 387,5 kg | Kenkichi Andō | 382,5 kg | Norair Nurikyan | 377,5 kg |

#### Klasse bis 67,5 Kilogramm
| Disziplin | Gold                 | Gold     | Silber               | Silber   | Bronze               | Bronze   |
| --------- | -------------------- | -------- | -------------------- | -------- | -------------------- | -------- |
| Drücken   | Zbigniew Kaczmarek   | 147,5 kg | Nasrollah Dehnavi    | 140,0 kg | Waldemar Baszanowski | 140,0 kg |
| Reißen    | Waldemar Baszanowski | 130,0 kg | Masayuki Yano        | 127,5 kg | Mucharbi Kirschinow  | 127,5 kg |
| Stoßen    | Mucharbi Kirschinow  | 167,5 kg | Nasrollah Dehnavi    | 165,0 kg | Waldemar Baszanowski | 165,0 kg |
| Dreikampf | Zbigniew Kaczmarek   | 440,0 kg | Waldemar Baszanowski | 435,0 kg | Mucharbi Kirschinow  | 430,0 kg |

#### Klasse bis 75 Kilogramm
| Disziplin | Gold             | Gold     | Silber           | Silber   | Bronze          | Bronze   |
| --------- | ---------------- | -------- | ---------------- | -------- | --------------- | -------- |
| Drücken   | Russell Knipp    | 162,5 kg | Wladimir Kanygin | 160,0 kg | Anselmo Silvino | 155,0 kg |
| Reißen    | Leif Jensen      | 142,5 kg | Wladimir Kanygin | 142,5 kg | Ondrej Hekel    | 140,0 kg |
| Stoßen    | Yordan Bikov     | 180,0 kg | Anselmo Silvino  | 175,0 kg | Ondrej Hekel    | 175,0 kg |
| Dreikampf | Wladimir Kanygin | 477,5 kg | Leif Jensen      | 467,5 kg | Anselmo Silvino | 465,0 kg |

#### Klasse bis 82,5 Kilogramm
| Disziplin | Gold               | Gold     | Silber             | Silber   | Bronze             | Bronze   |
| 82,5 kg   | 82,5 kg            | 82,5 kg  | 82,5 kg            | 82,5 kg  | 82,5 kg            | 82,5 kg  |
| --------- | ------------------ | -------- | ------------------ | -------- | ------------------ | -------- |
| Drücken   | Christos Iakovou   | 162,5 kg | Boris Pawlow       | 160,0 kg | Kaarlo Kangasniemi | 160,0 kg |
| Reißen    | Kaarlo Kangasniemi | 150,0 kg | Boris Pawlow       | 145,0 kg | Mike Karchut       | 145,0 kg |
| Stoßen    | Boris Pawlow       | 190,0 kg | György Horváth     | 190,0 kg | Mike Karchut       | 182,5 kg |
| Dreikampf | Boris Pavlov       | 495,0 kg | Kaarlo Kangasniemi | 490,0 kg | György Horváth     | 480,0 kg |

#### Klasse bis 90 Kilogramm
| Disziplin | Gold            | Gold     | Silber           | Silber   | Bronze        | Bronze   |
| --------- | --------------- | -------- | ---------------- | -------- | ------------- | -------- |
| Drücken   | Wassili Kolotow | 185,0 kg | Hans Bettembourg | 180,0 kg | David Rigert  | 177,5 kg |
| Reißen    | David Rigert    | 162,5 kg | Wassili Kolotow  | 155,0 kg | Bo Johansson  | 155,0 kg |
| Stoßen    | David Rigert    | 202,5 kg | Wassili Kolotow  | 197,5 kg | Rick Holbrook | 197,5 kg |
| Dreikampf | David Rigert    | 542,5 kg | Wassili Kolotow  | 537,5 kg | Bo Johansson  | 522,5 kg |

#### Klasse bis 110 Kilogramm
| Disziplin | Gold            | Gold     | Silber               | Silber   | Bronze               | Bronze   |
| --------- | --------------- | -------- | -------------------- | -------- | -------------------- | -------- |
| Drücken   | Yury Kozin      | 200,0 kg | Alexandar Krajtschew | 187,5 kg | Roberto Vezzani      | 185,0 kg |
| Reißen    | Stefan Grützner | 165,0 kg | Kauko Kangasniemi    | 162,5 kg | Alexandar Krajtschew | 155,0 kg |
| Stoßen    | Helmut Losch    | 205,0 kg | Stefan Grützner      | 205,0 kg | Yury Kozin           | 202,5 kg |
| Dreikampf | Yury Kozin      | 552,5 kg | Stefan Grützner      | 547,5 kg | Alexandar Krajtschew | 545,0 kg |

#### Klasse über 110 Kilogramm
| Disziplin | Gold             | Gold     | Silber       | Silber   | Bronze          | Bronze   |
| --------- | ---------------- | -------- | ------------ | -------- | --------------- | -------- |
| Drücken   | Wassili Alexejew | 230,0 kg | Serge Reding | 227,5 kg | Ken Patera      | 212,5 kg |
| Reißen    | Wassili Alexejew | 170,0 kg | Ken Patera   | 167,5 kg | Serge Reding    | 160,0 kg |
| Stoßen    | Wassili Alexejew | 235,0 kg | Ken Patera   | 212,5 kg | Fernando Bernal | 197,5 kg |
| Dreikampf | Wassili Alexejew | 635,0 kg | Ken Patera   | 592,5 kg | Iwan Atanassow  | 532,5 kg |